# 旭川劇場
旭川劇場（あさひかわげきじょう）は、かつて北海道旭川市5条通6丁目にあった映画館。経営はスガイ・エンタテインメント（旧「須貝興業株式会社」。現在のSDエンターテイメント）。略称は旭劇。

## 歴史
1955年（昭和30年）11月11日に開業した。オープニング興行は『日本人の勲章』と『無頼の谷』の二本立て。開館当時の座席数は、1・2階が478席、3・4階が240席、計718席の1スクリーンだった。戦後の旭川市には数多くの映画館があり、1960年（昭和35年）時点では旭川劇場も含めて19館、1980年（昭和55年）時点では旭川劇場も含めて12館あった。
1994年（平成6年）からは市内の映画サークルである旭川映画村が主催する上映会が年数回行われており、ミニシアター向きの中規模系作品が多く上映されていた。
築48年が経って老朽化が進み、2003年（平成15年）2月2日をもって閉館となった。70mmに対応した大画面を誇り、2階席もあった映画館だったが、末期は座席数が580席から384席に減少していた。跡地は駐車場となっている。
旭劇閉館から3か月後の2003年（平成16年）5月31日、代替施設として大雪通5丁目にシネマコンプレックスのディノスシネマズ旭川が開業した。2018年（平成30年）12月19日、ディノスシネマズ旭川の運営はSDエンターテイメントからスガイディノスへ移管されたが、ディノスシネマズ旭川はスガイディノスの民事再生手続においてディノスシネマへの譲渡対象外となったため、2022年（令和4年）9月19日に閉館した。

### 最終興行
2003年（平成15年）2月1日と2日、映画サークル「旭川映画村」の主催により、同館48年の歴史を締めくくる特別上映会「さよなら旭川劇場・メモリアル上映会」が行われた。新作アニメから名作映画まで8作品が上映された。
- 2月1日：ぼのぼの クモモの木のこと、雨に唄えば、お熱いのがお好き、アラビアのロレンス
- 2月2日：ウォレスとグルミット 危機一髪、北北西に進路を取れ、コルチャック先生、ニュー・シネマ・パラダイス

## 上映作品
同じスガイ系列の札幌劇場（後のディノスシネマズ札幌劇場）と同様、主に松竹・東急系でかかる洋画の封切館として、『ジョーズ』、『スーパーマン』、『E.T.』、『ラストエンペラー』、『バットマン』、『ボディガード』、『マトリックス』、『ハリー・ポッターと賢者の石』など多数のヒット作や大作を上映していた。末期は『スター・ウォーズ エピソード1/ファントム・メナス』、『ミッション:インポッシブル2』など、東宝洋画系作品も上映していた。

## 近隣施設
- ニュー北海ホテル（2004年3月閉館）
- NHK旭川放送局